# Albert Forsell
Gustaf Albert Forsell, född 22 december 1848 i Nora stadsförsamling, Örebro län, död där 14 mars 1894, var en svensk jurist och politiker.
Forsell var rådman i Nora och 1882–1884 ledamot av riksdagens andra kammare för Kristinehamns, Askersunds, Nora och Lindesbergs valkrets.